# Time 100: The Most Important People of the Century
Time 100: The Most Important People of the Century est une liste, publiée en 1999, des cent personnalités les plus influentes du XXe siècle d'après le magazine Time.

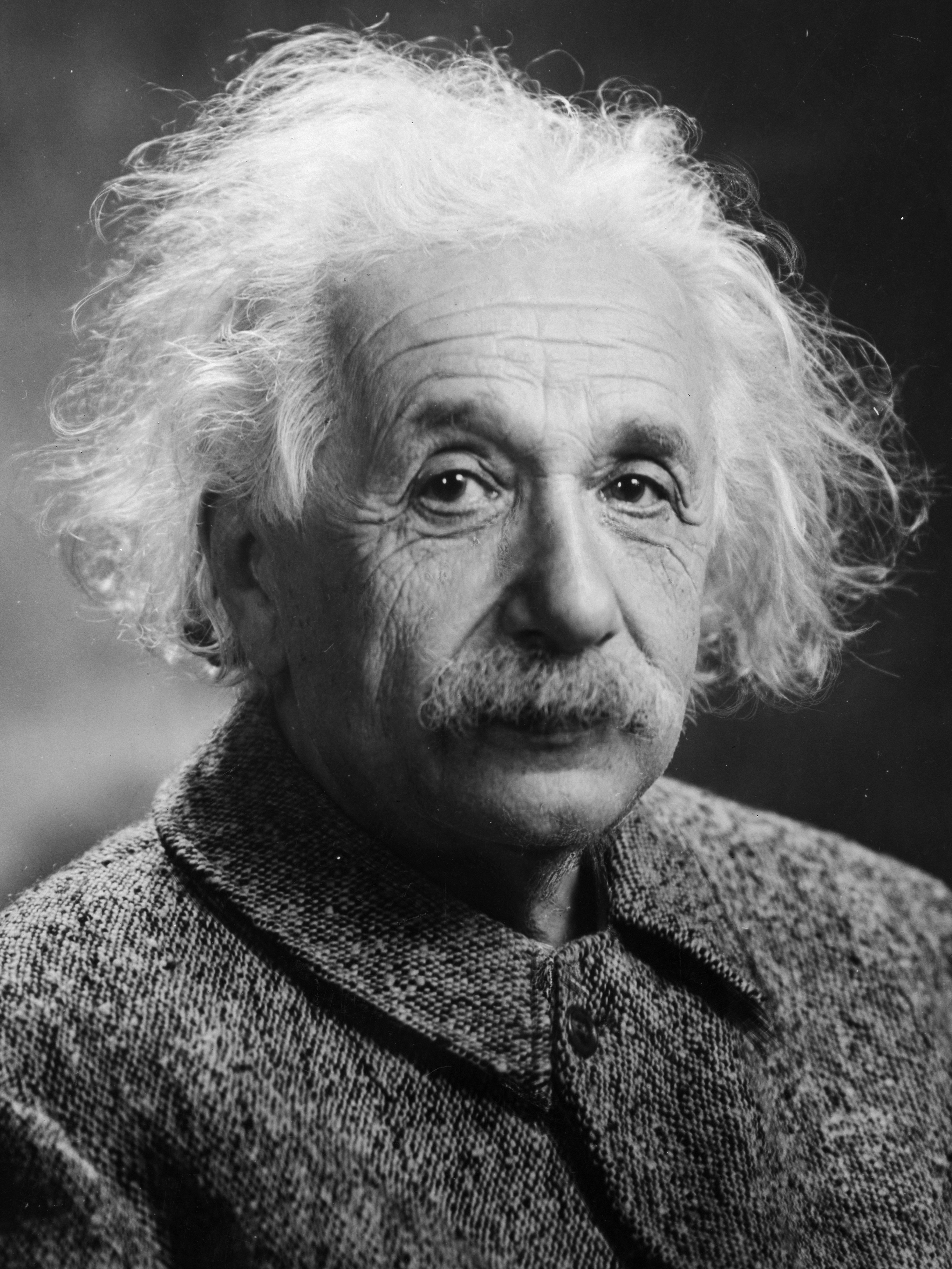
Albert Einstein, première personnalité du XXe siècle d'après Time.

Parmi les cent personnalités, Albert Einstein est choisi « personnalité du siècle » (Person of the Century) du fait d'être le principal scientifique d'un siècle dominé par la science. En effet, les éditeurs du Time croient « qu'on se rappellera du XXe siècle surtout pour sa science et sa technologie,. »
La couverture du magazine met en évidence l'image d'Einstein prise par le photographe Philippe Halsman en 1947.

## Historique
L'idée d'une telle liste est lancée le 1er février 1998 lors d'un panel à Hanoï, au Viêt Nam par les participants Dan Rather, Doris Kearns Goodwin, Mario Cuomo, Condoleezza Rice, Irving Kristol et Walter Isaacson.

## Catégories
La liste recense vingt personnes dans cinq catégories différentes : leaders et révolutionnaires (Leaders and Revolutionaries), scientifiques et penseurs (Scientists and Thinkers), constructeurs et titans (Builders and Titans), artistes et animateurs (Artists and Entertainers) et héros et icônes (Heroes and Icons).

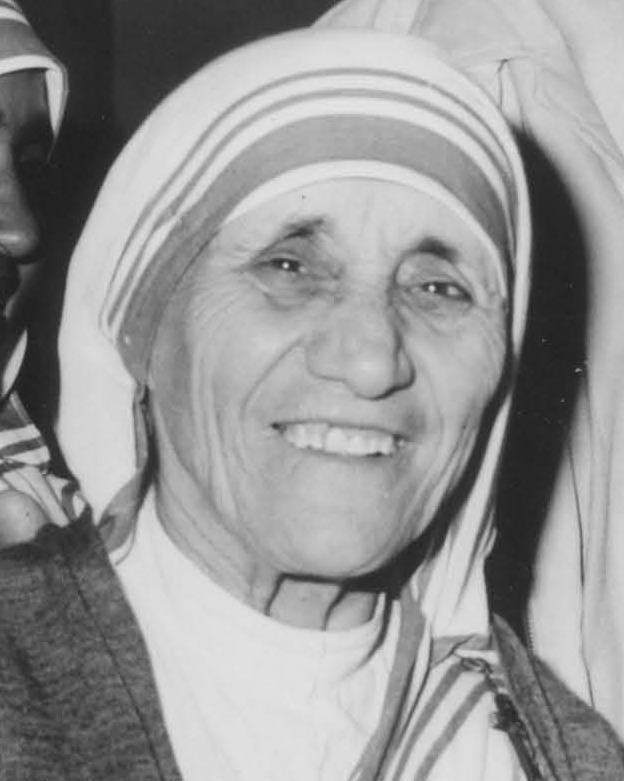
Mère Teresa
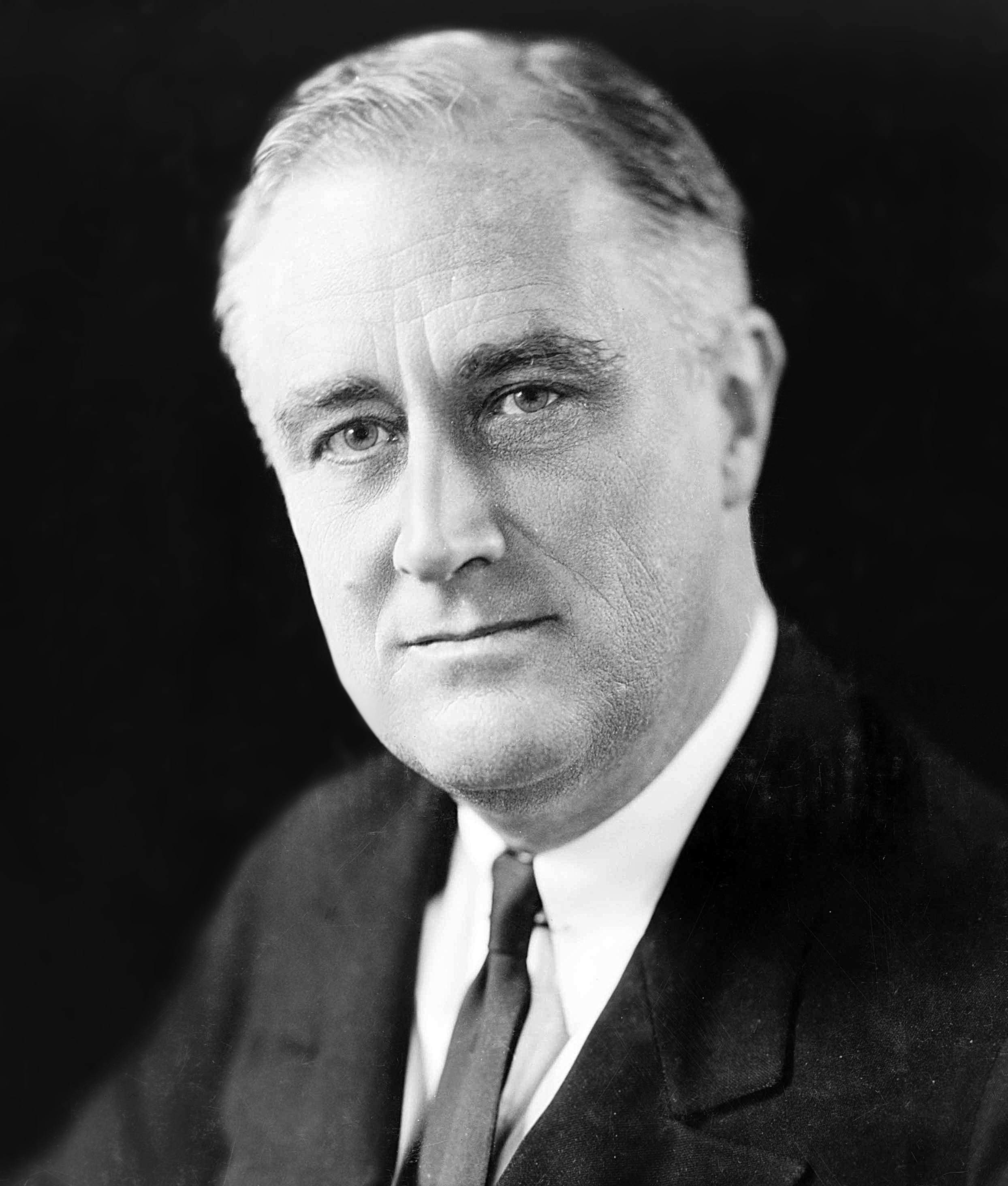
Franklin D. Roosevelt
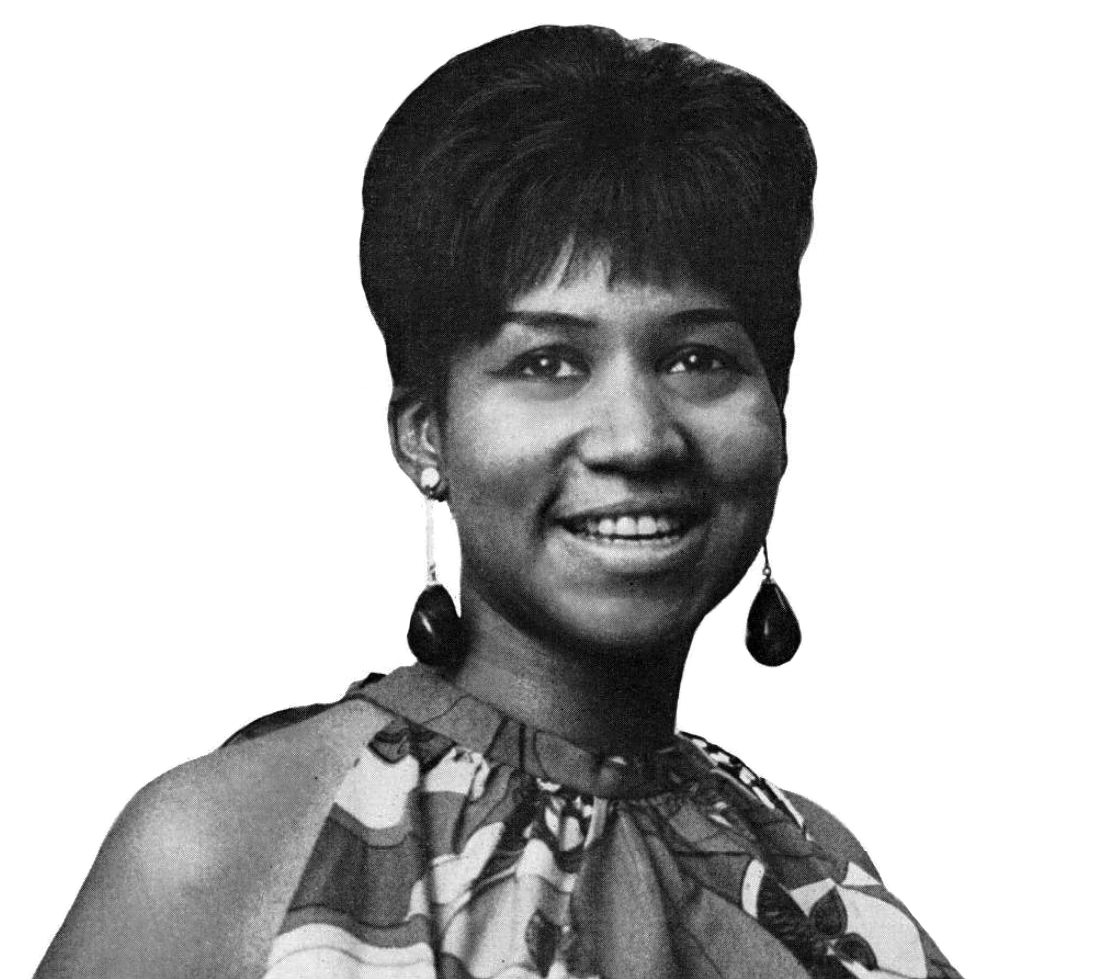
Aretha Franklin
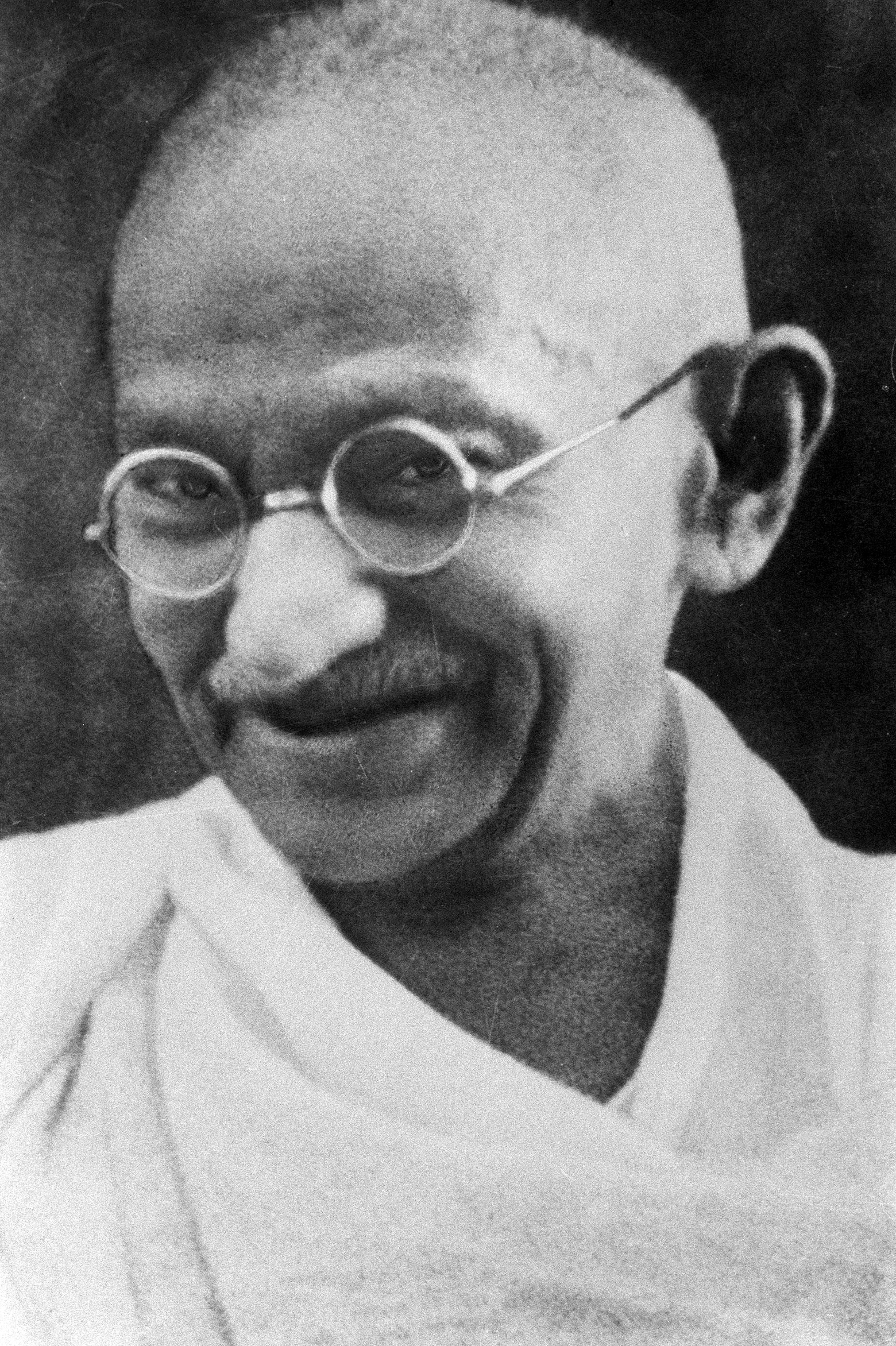
Mahatma Gandhi

## Controverses
La présence dans la liste d'Adolf Hitler et de Benito Mussolini, responsables de la Seconde Guerre mondiale, de la Shoah et de la Seconde guerre italo-éthiopienne, a été débattue. La position du magazine, qui voulait sélectionner les personnalités strictement en fonction de leur influence, bonne ou mauvaise, a été détaillée dans un article de l'essayiste Nancy Gibbs, The Necessary Evil?, publié dans la même édition.